# Europacup I hockey vrouwen 1994
De 21ste Europacup I hockey voor vrouwen werd gehouden van 20 tot en met 23 mei 1994 in Bloemendaal. Het deelnemersveld bestond uit acht clubteams. HGC won deze editie door in de finale Rüsselsheimer RK te verslaan.

## Einduitslag
1.  HGC 

2.  Rüsselsheimer RK 

3.  Ipswich HC 

4.  Glasgow Western 

5.  Amiens SC 

6.  Taurus Eurovil 

7.  CUS Catania 

8.  Real Sociedad 